# Auricularia sordescens
Auricularia sordescens är en svampart som beskrevs av Ces. 1879. Auricularia sordescens ingår i släktet Auricularia och familjen Auriculariaceae.   Inga underarter finns listade i Catalogue of Life.